# Перпіньян (аеропорт)
Аеропорт Перпіньян-Ривальт (фр. Aéroport de Perpignan – Rivesaltes) (IATA: PGF, ICAO: LFMP) — невеликий міжнародний аеропорт, що обслуговує міста Перпіньян та Ривальт, Франція.

## Авіалінії та напрямки, травень 2021

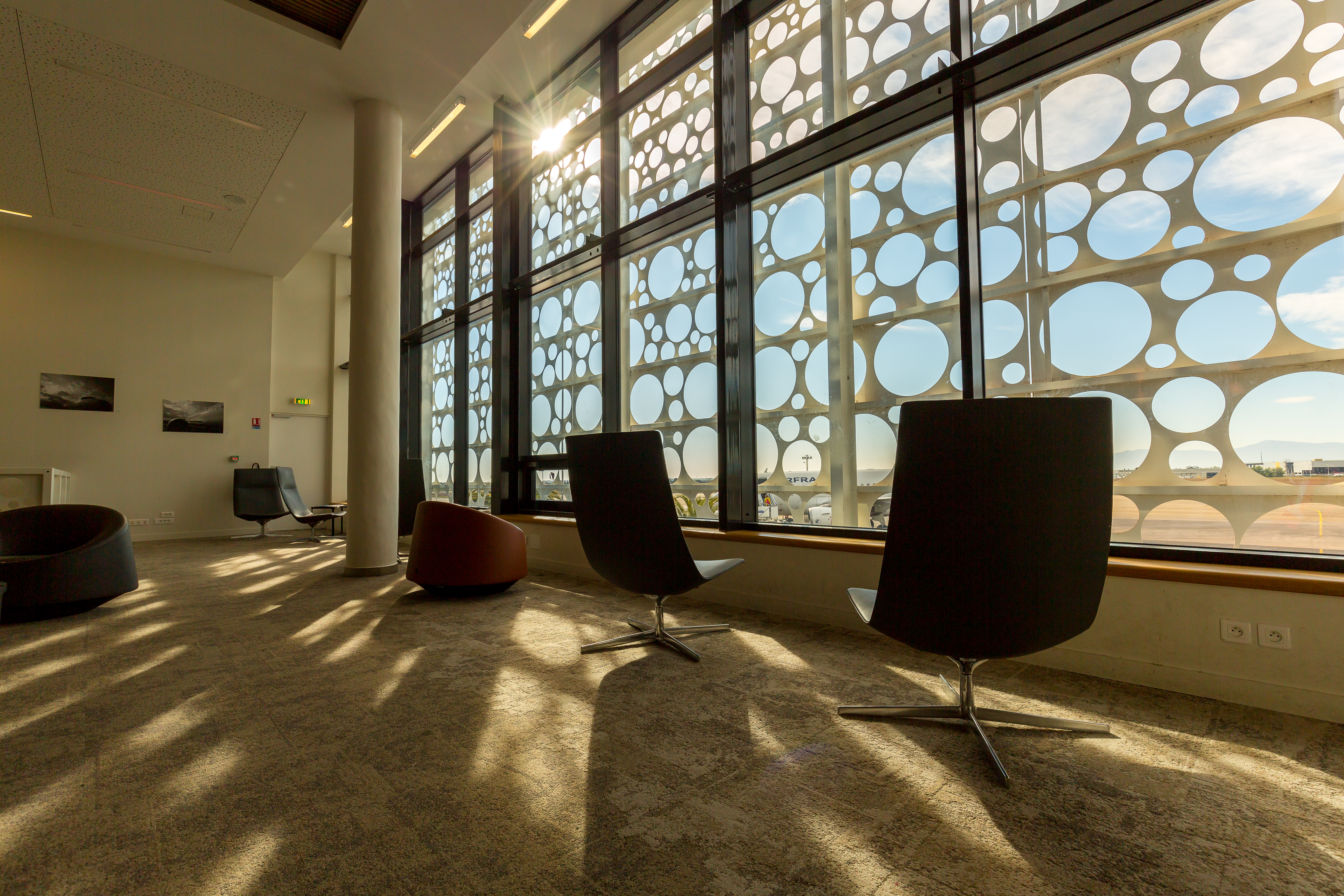

| Авіакомпанія        | Пункт призначення                                                                 |
| ------------------- | --------------------------------------------------------------------------------- |
| Aer Lingus          | Сезонно: Дублін                                                                   |
| Air France          | Париж–Орлі Сезонно: Париж–Шарль де Голль                                          |
| Air France Hop      | Сезонно: Лілль, Страсбург                                                         |
| ASL Airlines France | Сезонно: Оран                                                                     |
| Ryanair             | Брюссель-Шарлеруа, Марракеш Сезонно: Бірмінгем, Лондон–Станстед (з 1 червня 2021) |
| Volotea             | Сезонно: Лілль, Нант                                                              |

## Статистика
Див. джерело запитів Вікіданих та джерела.